# Penya del Papiol
La Penya del Papiol és una muntanya de 381 metres que es troba al municipi d'Olèrdola, a la comarca catalana de l'Alt Penedès.
Al cim podem trobar-hi un vèrtex geodèsic (referència 279129001).
Aquest cim està inclòs al llistat dels 100 cims de la FEEC.